# Nils Hülphers
Nils Hülphers, född 6 april 1712, död 23 september 1776, var en svensk rådman, riksdagsledamot och politiker.

## Biografi
Nils Hülphers föddes 1712. Han var son till rådmannen Jacob Hülphers (1680–1744) och Kristina Rabenia i Hedemora. Hülphers studerade vid Uppsala universitet och arbetade senare som rådman och postmästare i Hedemora. Han avled 1776.
Hülphers var riksdagsledamot för borgarståndet i Hedemora vid riksdagen 1755–1756, riksdagen 1765–1766 och riksdagen 1769–1770.
Hülphers gifte sig 1745 med Katarina Westman.